# Playas de El Pomar, Cerrón y La Olla
Las tres playas de El Pomar, Cerrón y La Olla se encuentran en el concejo asturiano de Cudillero y pertenecen a la localidad española de El Rellayo. Sus formas son casi idénticas, en forma de concha, y son tres pedreros. Se encuentran en un entorno rural  y su peligrosidad es alta. Sus lechos son prácticamente carentes de arena y su acceso, a pie, es de un km aproximadamente y difícil de realizar por lo que hay que tomar las precauciones necesarias.
La ocupación es muy escasa  y la urbanización en torno a ellas es muy baja.
Para acceder a estas playas hay que localizar los pueblos más cercanos que son Artedo y Lamuño. Son tres calas que solo se diferencian cuando la mar está a  media marea. La entrada es la misma que a la Playa de La Concha de Artedo, señalizada convenientemente en la N 634 y una vez tomada esta salida, después de una curva al principio de la carretera se observa una pequeña pista con dirección al norte, donde hay una gran arboleda. Al final de ella hay un pequeñísimo ensanche donde solo puede dar la vuelta un coche. Las playas no tienen ningún servicio pero sus paisajes y sendas son de gran belleza. Como actividades relativamente recomendables, por el tema del acceso, son la pesca submarina y la recreativa a caña.